# Митридат I Ктист
Митридат I Ктист (др.-греч. Mιθριδάτης Α' Kτίστης, Основатель), он же Митридат III Киосский и Мехрдад I (перс. مهرداد‎; IV век до н. э., Киос — 266 до н. э., Амастра), — первый басилевс Понта, основатель Понтийского царства. Происходил из знатной династии Митридатидов, которая правила Киосом, возможно, будучи кровными родственниками самих Ахеменидов. После убийства отца, перешедшего на сторону македонского царя Кассандра, Митридат бежал в горы Ольгассий в Пафлагонии, где провозгласил себя независимым «владыкой Понта» (др.-греч. ό κύριοσ τοῦ Πόυτου) и начал расширять границы своих владений. В составе Северной Лиги войска Митридата нанесли поражение царю Селевкидов Селевку I, после чего Митридат провозгласил себя царём Понта в 281 году до н. э. В дальнейшем под его власть попала Амастра, ставшая новой столицей царства.

## Имя
«Митридат» — греко-римская версия иранского имени Мехрдад, то есть буквально «дарованный Солнцем», а де-факто — «дарованный Митрой», иранским солнечным божеством. В зороастрийских священных текстах Митра является «дарителем» не только света и огня, но и власти. В период правления последних Ахеменидов культ Митры получил особое признание. Это имя было распространено среди мидян и персов, а благодаря своему значению соответствует большому количеству других имён индогерманской языковой группы, таким как «Дэвадатта», «Харидатта», «Индрадатта», «Сомадатта» и т. п. в санскрите, Феодот, Диодот, Зенодот, Геродот в греческом и Ормиздаёси и Ферендаёси в иранских языках.

## Биография

### Происхождение и ранние годы
В античных и современных источниках существует множество, порой прямо противовоположных, гипотез о происхождении Митридата и основанной им династии Понтийских царей. Например, древнегреческий историк Полибий приводил сразу две версии. Согласно первой из них, основанной на утверждении царя Митридата III, его предок был одним из убийц Гауматы, за что Дарий I даровал ему земли Понта, над которыми они непрерывно властвовали. Согласно второй, Митридатиды и вовсе были потомками одного из Ахеменидов (Кира II или самого Дария I). Наиболее подробную версию в античных источниках приводит другой греческий историк, Диодор Сицилийский. Согласно данному автору, сатрап Фригии Ариобарзан, бывший потомком одного из убийц Гауматы, завладел царством правившего там ранее Митридата и правил 26 лет. Далее Диодор рассказывает, что он имел сына, также Митридата, правившего 35 лет, сыном которого и стал правивший на протяжении 36 лет Митридат I, властвовавший также над Пафлагонией и Каппадокией. Римский историк Аппиан писал, что Митридат был потомком Дария I в восьмом поколении. Эти авторы использовали один и тот же первоисточник — труды Иеронима из Кардии, лично знакомого с Митридатом — сатрапом Киоса.
Остальные римские авторы, такие как Луций Анней Флор, Гай Саллюстий Крисп, Псевдо-Аврелий Виктор, Тацит, Юстин (Помпей Трог) и другие, также называли Митридатидов потомками одного из убийц Гауматы или просто Ахеменидов, иногда вкладывая заявления об этом в уста правителей рода. Аристократическое происхождение Митридата является чуть ли не единственным фактом его биографии, в котором единодушны античные авторы. По мнению С. Ю. Сапрыкина, разночтения в источниках могут быть связаны с тем, что Диодор пользовался непосредственно трудами Иеронима Кардийского, а остальные — их интерпретациями у других авторов.
В науке же принятым считается предположение французского археолога Теодора Рейнаха, которое он выдвинул в 1895 году и согласно которому основателем династии был друг Кира Младшего и сатрап Каппадокии и Ликаонии Митридат, у которого был сын Ариобарзан. Сыном последнего являлся Митридат II из Киоса, тот самый сатрап Киоса, одноимённый сын которого и являлся, по принятому мнению Рейнаха, первым царём Понта Митридатом I (также его называют «Митридат III, сатрап Киоса»). Расхождение в датах правления Рейнах объяснил путаницей в античных источниках — Плутарх и Псевдо-Лукиан, по его словам, просто перепутали сына и отца. Испанский историк Пастор Баллестерос писал, что все эти показания источников фактически не противоречат друг другу и Митридат вполне мог быть как потомком одного из убийц Гауматы, так и потомком Ахеменидов одновременно, поскольку Дарий I и был одним из этих убийц. С. Ю. Сапрыкин посчитал, что происхождение Митридатидов от Ахеменидов — вовсе не выдумка придворной историографии царства, а факт. Д. Роллер в 2020 году писал, что хотя генеалогия Митридатидов противоречива и опубликована позднее прихода Митридата I к власти, наиболее распространена версия о том, что он был потомком или самого Дария, или одного из его сообщников-заговорщиков. Вальдемар Хеккель предположил, что Митридат I Ктист приходился Митридату-старшему племянником или приёмным сыном, а не родным.
Согласно Иерониму из Кардии, Митридат I прожил 84 года. Учитывая дату его смерти в 266 году до н. э., историки Балластрос и Р. Биллоуз посчитали, что он родился около 350 года до н. э. Однако известно, что сын Антигона Одноглазого Деметрий был другом Митридата I, когда они оба были в молодом возрасте, а Митридат-старший служил Антигону. Роллер отметил, что так как Деметрий родился около 336 года до н. э., их вряд ли могли описывать «друзьями юности» с Митридатом, если бы последний был на 14 лет старше. Поэтому историк посчитал более вероятным, что правитель Понта родился в 330-х годах до н. э., а столь раннюю дату как середина IV века до н. э. историк посчитал неправдоподобной ещё и потому, что тогда Митридат I начал бы свою карьеру в достаточно старом возрасте, что маловероятно в эпоху диадохов. Согласно Баллестеросу, Митридат I, вероятно, родился в Киосе, современный Гемлик, часть турецкого города Бурсы. Когда Кассандр провозгласил себя царём Македонии, Митридат-старший перешёл на его сторону и был убит, не исключено, что на пути на Балканы. Это событие произошло в 302/1 году до н. э. После этого Митридат-младший укрылся от преследования в Кимисте в Пафлагонии, в горах Ольгассий, близ современного Кайгусуза или Кастамону. Согласно Аппиану, с ним было лишь 6 всадников. Баллестерос писал, что они в Митридатовой пропаганде представляли собой «новую семёрку», которая должна была напоминать об убийстве Гауматы. По словам Хеккеля, возможно, что Митридат I сыграл какую-то роль в битвах при Габиене и Ипсе, однако однозначных тому свидетельств нет. Также Хеккель писал, что возможно, в первой битве участвовал отец Митридата-младшего, сатрап Киоса.

### Правление

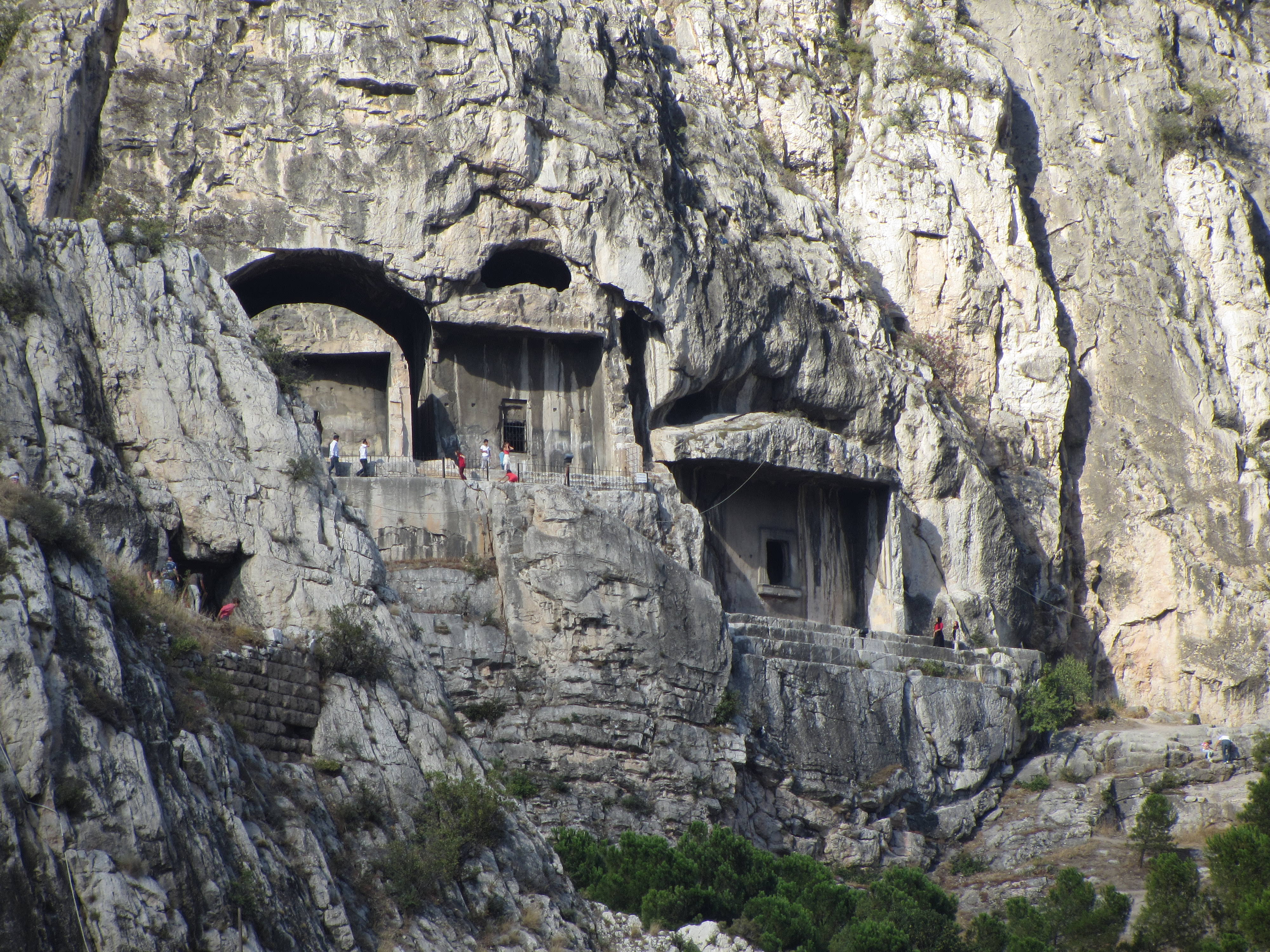
Царские гробницы в Амасье. Их основал Митридат I, там же захоронены он и 4 его преемника — Ариобарзан, Митридат II, Митридат III и Фарнак I

Из Кимисты Митридат I приступил к расширению своих владений, чему способствовали его хорошие отношения с правителем Каппадокии Ариаратом II. В 281/80 году до н. э. Селевк I предпринял попытку завоевать северные районы Малой Азии и послал туда войско под командованием Диодора. На фоне угрозы покорения была организована «Северная Лига», которая включала Гераклею Понтийскую, Византий, Халкидон, а также другие греческие города на севере Малой Азии и владения эллинистических монархов, в том числе и Митридата I. После победы над войсками Селевка Митридат провозгласил себя царём Понта. До этого он носил титул «владыки Понта» (др.-греч. ό κύριοσ τοῦ Πόυτου), де-факто равный сатрапу. Б. Маклинг высказывал мнение о том, что членство Понта в Лиге было лишь номинальным из-за его претензий на Амастру, которой владели гераклейцы. В дальнейшем он вышел из Лиги, однако дата этого события вызывает противоречия в историографии. Так, Сапрыкин писал, что это произошло в 279 году до н. э. из-за мира и союза Селевкидов и Македонии, а также усиления Пергамского царства, которое было сторонником Селевкидов. Таким образом, Митридат I следовал тактике царя Македонии Антигона II Гоната, который хоть и «порвал с Северной Лигой», продолжал сохранять дружественные отношения с некоторыми из её членов. Э. Ольсхаузен, напротив, писал, что в середине 270-х годов до н. э. Понт ещё мог быть её частью.
После смерти Селевка I примерно в это же время, Митридат вместе с сыном Ариобарзаном подчинил Амастру, город, ставший новой столицей царства. Ряд исследователей полагает, что в то время Ариобарзан уже был соправителем отца. Согласно Мемнону Гераклейскому, Эвмен предпочёл уступить город понтийцам даром и без сопротивления, а не продать его гераклейцам, поскольку «неразумно гневался» на них. Согласно Аполлонию из Афродисии, Митридат в дальнейшем успешно сражался против царя Египта Птолемея II с привлечением наёмников-галатов.
Митридат I умер в 266 году до н. э. спустя 36 лет после убийства его отца и провозглашения независимости в Амастре, новой столице царства. Там же он и похоронен, в царских катакомбах. По оценке Баллестероса, жизнь Митридата I ярко показывает борьбу за независимость со стороны местного династа, который сумел воспользоваться неразберихой и конфликтами среди диадохов. Его наследник продолжил экспансионистскую политику отца.